# Jednostranački sustav
Jednostranački sustav (također i jednostranački režim) je vrsta stranačkog sustava u kojem samo jedna stranka sudjeluje u vlasti, a drugima su zabranjene ili im nije dozvoljeno sudjelovanje za izborima.
Jednostranački sustav je različit od nestranačkog sustava, gdje uopće ne postoje stranke. Osim toga, u nekim sustavima, nestranački kandidati mogu sudjelovati u izborima.
U jednostranačkom sustavu su druge političke stranke najčešće onemogućene ili zabranjene, iako im je ponekad omogućen rad i unaprijed ograničeno sudjelovanje u vlasti kao što je bio slučaj sa satelitskim strankama u bivšoj Istočnoj Njemačkoj ili Poljskoj u doba socijalizma.
Također postoje države u kojima formalno postoje moderne demokratske institucije, uključujući višestranačje, ali se u one zbog dugotrajne dominacije jedne stranke de facto smatraju jednostranačkim državama. Jedan od takvih primjera je Meksiko, koji je od 1929. do 2000. bio pod vlašću stranke PRI (Partido Revolucionario Institucional, Institucionalna revolucionarna stranka)
Jednostranački sustav se tradicionalno vezuje uz totalitarne oblike vladavine 20. vijeka vezane za kapititalistički poredak (kao što su razni oblici fašizma) ili socijalističke pokrete (s raznim oblicima socijalizama, a nešto kasnije su nastale u mnogim državama Afrike i Azije nakon što su tokom procesa dekolonizacije u njima vlast preuzeli nacionalistički pokreti za oslobođenje.
Kao prednost jednostranačkih sistema u odnosu na višestranačje se obično navodi veća politička stabilnost u odnosu na višestranačje, kao i bolja mogućnost provođenja društvenih i ekonomskih reformi. Kao mane se navode pojave tipične za partitokraciju (jednosranačku ili višestranačku), a to je netransparentnost i neodgovornost prama građanima.

## Države s jednostranačkim sustavom
Sljedeće države su jednostranačke po ustavu (situacija 2013., prikazane i stranke na vlasti):
- NR Kina (osim Hong Konga i Makaa) - Komunistička stranka Kine
- Kuba - Komunistička stranka Kube
- Eritreja - Narodni front za demokraciju i pravdu
- Sjeverna Koreja - Korejska radnička stranka
- Laos - Laoska narodna revolucionarna stranka
- Turkmenistan - Demokratska stranka Turkmenistana
- Vijetnam - Komunistička stranka Vijetnama

### Bivše države s jednostranačkim sustavom
- - Angola (MPLA) 1975. – 1991.
  - Benin (Narodna revoulcionarna stranka Benina) 1975. – 1990.
  - Gornja Volta 1960. – 1966.
  - Burundi (Savez na nacionalni napredak) 1966. – 1992.
  - Kamerun 1966. – 1985., (Kamerunski narodni demokratski pokret) 1985. – 1990.
  - Albanija 1944. – 1991.
  - Bugarska 1946. – 1990.
  - DDR
  - SSSR 1922. – 1991.
  - SFR Jugoslavija (Savez komunista Jugoslavije) 1945. – 1990.